# Coventry (Vermont)
Coventry ist eine Town im Orleans County des Bundesstaates Vermont in den Vereinigten Staaten mit 1100 Einwohnern (laut Volkszählung von 2020).

## Geografie

### Geografische Lage
Coventry liegt im Norden des Orleans Countys. Der Black River durchfließt die Town im Westen von Süden nach Norden und mündet im Lac Memphrémagog. Im Osten fließt der Barton River ebenfalls in nördlicher Richtung und auch er mündet im Lac Memphrémagog. Es gibt zudem mehrere kleine Seen auf dem Gebiet der Town, der größte ist der im Nordwesten befindliche Walker Pond. Das Gebiet der Town ist hügelig ohne nennenswerte Erhebungen. Die höchste ist der im Süden befindliche 422 m hohe Cleveland Hill.

### Nachbargemeinden
Alle Entfernungen sind als Luftlinien zwischen den offiziellen Koordinaten der Orte aus der Volkszählung 2010 angegeben.
- Norden: Newport City, 2,4 km
- Nordosten: Derby, 11,0 km
- Südosten: Brownington, 12,0 km
- Südwesten: Irasburg, 6,0 km
- Nordwesten: Newport, 7,6 km

### Klima
Die mittlere Durchschnittstemperatur in Coventry liegt zwischen −11,7 °C (11 °Fahrenheit) im Januar und 18,3 °C (65 °Fahrenheit) im Juli. Damit ist der Ort gegenüber dem langjährigen Mittel der USA um etwa 9 Grad kühler. Die Schneefälle zwischen Mitte Oktober und Mitte Mai liegen mit mehr als zwei Metern etwa doppelt so hoch wie die mittlere Schneehöhe in den USA. Die tägliche Sonnenscheindauer liegt am unteren Rand des Wertespektrums der USA, zwischen September und Mitte Dezember sogar deutlich darunter.

## Geschichte
Den Grant für Coventry bekam am 23. Oktober 1784 Major Elias Buel von Coventry (Connecticut). Fünf weitere Familienangehörige von Major Buel gehörten zu den Nehmern dieses Grants und auch Ira Allen. In dem Grant wurde festgehalten, dass die Town zwischen den Towns Shoreham, Orwell, Hubbardton, Sudbury und Whiting liegen würde. Da auch Allen, der als Vermesser die Gegend kannte, zu den Nehmern gehörte, bestätigte die Regierung von Vermont den Grant. Da war jedoch kein Platz mehr vorhanden.
Vier Jahre später sprach Major Buel bei der Regierung vor und beantragte einen „flying grant“, mit dem er herrenloses Land finden wollte, um den wirkungslosen Grant für Coventry zu ersetzen. Dieser wurde ihm zugesichert. In den späten 1780er Jahren war es jedoch kaum noch möglich, ein zusammenhängendes 23.000 Acre großes Stück Land zu finden. Gefunden wurde ein großes Stück Land, welches heute die Town Coventry bildet, ein zweites Stück Land, heute bekannt als Buels Gore, und das Coventry Leg bzw. Coventry Gore, welches jedoch im Jahr 1816 der Town Newport  zugeschlagen wurde.
Die Besiedlung von Coventry startete im Jahr 1800.

### Einwohnerentwicklung
| Volkszählungsergebnisse – Town of Coventry, Vermont | Volkszählungsergebnisse – Town of Coventry, Vermont | Volkszählungsergebnisse – Town of Coventry, Vermont | Volkszählungsergebnisse – Town of Coventry, Vermont | Volkszählungsergebnisse – Town of Coventry, Vermont | Volkszählungsergebnisse – Town of Coventry, Vermont | Volkszählungsergebnisse – Town of Coventry, Vermont | Volkszählungsergebnisse – Town of Coventry, Vermont | Volkszählungsergebnisse – Town of Coventry, Vermont | Volkszählungsergebnisse – Town of Coventry, Vermont | Volkszählungsergebnisse – Town of Coventry, Vermont |
| Jahr                                                | 1800                                                | 1810                                                | 1820                                                | 1830                                                | 1840                                                | 1850                                                | 1860                                                | 1870                                                | 1880                                                | 1890                                                |
| --------------------------------------------------- | --------------------------------------------------- | --------------------------------------------------- | --------------------------------------------------- | --------------------------------------------------- | --------------------------------------------------- | --------------------------------------------------- | --------------------------------------------------- | --------------------------------------------------- | --------------------------------------------------- | --------------------------------------------------- |
| Einwohner                                           | 7                                                   | 178                                                 | 282                                                 | 729                                                 | 796                                                 | 867                                                 | 914                                                 | 914                                                 | 911                                                 | 879                                                 |
| Jahr                                                | 1900                                                | 1910                                                | 1920                                                | 1930                                                | 1940                                                | 1950                                                | 1960                                                | 1970                                                | 1980                                                | 1990                                                |
| Einwohner                                           | 728                                                 | 616                                                 | 668                                                 | 610                                                 | 549                                                 | 497                                                 | 458                                                 | 492                                                 | 674                                                 | 806                                                 |
| Jahr                                                | 2000                                                | 2010                                                | 2020                                                | 2030                                                | 2040                                                | 2050                                                | 2060                                                | 2070                                                | 2080                                                | 2090                                                |
| Einwohner                                           | 1014                                                | 1086                                                | 1100                                                |                                                     |                                                     |                                                     |                                                     |                                                     |                                                     |                                                     |

## Wirtschaft und Infrastruktur

### Verkehr
Die Interstate 91 führt in nordsüdlicher Richtung von Derby im Norden nach Orleans Village im Süden durch den östlichen Teil der Town. Der U.S. Highway 5 verläuft ebenfalls in nordsüdlicher Richtung durch den westlichen Teil der Town von Newport City im Norden nach Orleans Village im Süden und folgt dem Verlauf des Black Rivers, von ihm zweigt die Vermont State Route 105 nach Newport Town ab. Es gibt keine Bahnverbindung in Charleston. Die Bahnstrecke White River Junction–Lennoxville folgt dem Verlauf des Barton Rivers mit Haltestelle in Coventry. Sie führt nach Kanada.

### Öffentliche Einrichtungen
In Coventry gibt es kein eigenes Krankenhaus. Das nächstgelegene Krankenhaus ist das North Country Hospital & Health Care in Newport City.

### Bildung
Coventry gehört zur North Country Supervisory Union. In Coventry befindet sich die Coventry Village School.
In Coventry gibt es keine Bibliothek. Die nächsten Bibliotheken sind die Jones Memorial Library in Orleans, die Dailey Memorial Library in Derby und die Goodrich Memorial Library in Newport City.

## Persönlichkeiten

### Söhne und Töchter der Stadt
- Harry A. Black (1879–1923), Anwalt und Politiker, Vermont Secretary of State